# MS MR
MS MR (pronunciado Miz Mister) es un dúo estadounidense de Nueva York compuesto por la vocalista Lizzy Plapinger y el productor Max Hershenow. Su álbum debut "Secondhand Rapture", fue lanzado el 14 de mayo de 2013. Los sellos del dúo son IAMSOUND y Columbia Records.

## Carrera
MS MR ha lanzado tres sencillos, "Hurricane", "Bones" y "Fantasy" así como un EP titulado Candy Bar Creep Show. El videoclip de su sencillo debut "Hurricane" fue lanzado el 26 de abril de 2012 y el sencillo debutó en iTunes el 10 de julio de 2012. Consiguió críticas positivas por su sonido 'vintage'. El sencillo consiguió el puesto nº38 en Alemania. "Hurricane" pasó a ser incluido en su EP debut titulado "Candy Bar Creep Show", junto con las canciones "Bones", "Dark Doo Wop" y "Ash Tree Lane"; lanzado el 14 de septiembre de 2012.
El vídeo musical para su segundo sencillo, "Fantasy", fue lanzado el 4 de febrero de 2013. La canción fue lanzada más tarde en iTunes, el 8 de marzo de 2013. 
Su sonido ha sido comparado con el de Florence and the Machine, Lana Del Rey y Kavinsky.

## Discografía

### Álbumes de estudio
| Título             | Detalles del álbum                                                                               | Máxima posición | Máxima posición | Máxima posición | Máxima posición |
| Título             | Detalles del álbum                                                                               | AUS             | RU              | ALE             | SUI             |
| ------------------ | ------------------------------------------------------------------------------------------------ | --------------- | --------------- | --------------- | --------------- |
| Secondhand Rapture | - Lanzamiento: 14 de mayo de 2013 - Formato: CD, LP, descarga digital - Sello: IAMSOUND          | 22              | 65              | 36              | 51              |
| How Does It Feel   | - Lanzamiento: 17 de julio de 2015 - Formato: CD, LP, descarga digital - Sello: Columbia Records | -               | -               | -               | -               |

### EP
| Sello:     | Not On Label (MS MR Self-released) – none |
| Formato:   | 4 x Archivo, MP3, EP, 320kbps             |
| País:      | US                                        |
| Publicado: | Jun 27, 2011                              |

| 1 |  | Bones                   | 4:20 |
| 2 |  | Time Of My Life (Cover) | 4:05 |
| 3 |  | Strings                 | 4:01 |
| 4 |  | Ash Tree Lane           |      |

### Sencillos
| 2012                                                                                             | "Hurricane" | —  | 31 | 38 | — | 27 | Secondhand Rapture |
| 2013                                                                                             | "Fantasy"   | 77 | —  | —  | — | —  | Secondhand Rapture |
| "—" significa que el sencillo no fue lanzado en ese país o que no entró en las listas de ventas. |             |    |    |    |   |    |                    |

### Otras canciones en las listas
| 2012                                                                                             | "Bones" | 158 | Secondhand Rapture |
| "—" significa que el sencillo no fue lanzado en ese país o que no entró en las listas de ventas. |         |     |                    |